# Acrosine
L'acrosine (EC 3.4.21.10) est une enzyme présente dans l'acrosome qui permet au spermatozoïde de pénétrer la zone pellucide de l'ovocyte de 2e ordre.

## Mécanisme d'action
La proacrosine se fixe d'abord par une liaison dite secondaire entre le spermatozoïde et la zone pellucide avec la glycoprotéine ZP3. Ensuite, une liaison de type électrostatique entre la proacrosine et la ZP2 libère l'acrosine qui, à elle seule, exprime l'activité enzymatique de type protéase permettant la digestion de la zone pellucide par le spermatozoïde et ainsi sa progression vers l'espace périvitellin en vue de la fusion des gamètes.
L'acrosine est une protéase de type S1 (coupure sur Lys-|-Xaa ou Arg-|-Xaa).

## Séquence de l'acrosine humaine
La proacrosine contient 421 résidus d'acides aminés. Lors de son activation, la chaîne se sépare en deux : une chaîne légère (acides aminés 20 à 42) et une chaîne lourde (acides aminés 43 à 343), les deux étant reliées par deux ponts disulfures.
```
        10         20         30         40         50         60
MVEMLPTAIL LVLAVSVVAK DNATCDGPCG LRFRQNPQGG VRIVGGKAAQ HGAWPWMVSL 

        70         80         90        100        110        120 
QIFTYNSHRY HTCGGSLLNS RWVLTAAHCF VGKNNVHDWR LVFGAKEITY GNNKPVKAPL 

       130        140        150        160        170        180 
QERYVEKIII HEKYNSATEG NDIALVEITP PISCGRFIGP GCLPHFKAGL PRGSQSCWVA 

       190        200        210        220        230        240 
GWGYIEEKAP RPSSILMEAR VDLIDLDLCN STQWYNGRVQ PTNVCAGYPV GKIDTCQGDS 

       250        260        270        280        290        300 
GGPLMCKDSK ESAYVVVGIT SWGVGCARAK RPGIYTATWP YLNWIASKIG SNALRMIQSA 

       310        320        330        340        350        360 
TPPPPTTRPP PIRPPFSHPI SAHLPWYFQP PPRPLPPRPP AAQPRPPPSP PPPPPPPASP 

       370        380        390        400        410        420 
LPPPPPPPPP TPSSTTKLPQ GLSFAKRLQQ LIEVLKGKTY SDGKNHYDME TTELPELTST S

```